# Madagaszkári törpejégmadár
A madagaszkári törpejégmadár (Corythornis madagascariensis)  a madarak osztályának szalakótaalakúak (Coraciiformes)  rendjébe és a jégmadárfélék (Alcedinidae) családjába tartozó faj.

## Rendszerezése
A fajt Carl von Linné svéd természettudós írta le 1766-ban, az Alcedo nembe Alcedo madagascariensis néven. Besorolása vitatott, egyes szervezetek az Ispidina nembe sorolják Ispidina madagascariensis néven, de sorolták a Ceyx nembe Ceyx madagascariensis néven is.

## Alfajai
- Corythornis madagascariensis dilutus (Benson, 1974)
- Corythornis madagascariensiss madagascariensis (Linnaeus, 1766)[3]

## Előfordulása
Madagaszkár területén honos. Természetes élőhelyei a szubtrópusi és trópusi síkvidéki és hegyi esőerdők, valamint szavannák és bokrosok.

## Megjelenése
Testhossza 13 centiméter, testtömege 17–22 gramm.

## Természetvédelmi helyzete
Az elterjedési területe nagyon nagy, egyedszáma viszont csökken, de még nem éri el a kritikus szintet. A Természetvédelmi Világszövetség Vörös listáján nem fenyegetett fajként szerepel.